# Видар
Видар (Vithar, Víðarr) је личност из нордијске митологије. Описује се као Одинов син познат по својој ћутљивости и неустрашивости у борби, као и по уништењу вука Фенриса. Видар помаже боговима када им прети опасност.